# Hosejn Ghomi
Hosejn Ghomi (pers. ‌حسین قمی ;ur. 28 października 1982) – irański judoka. Olimpijczyk z Pekinu 2008, gdzie zajął dwudzieste miejsce w wadze średniej. 
Uczestnik mistrzostw świata w 2008. Startował w Pucharze Świata w 2006. Brązowy medalista mistrzostw Azji w 2008, piąty w 2004 roku.

## Letnie Igrzyska Olimpijskie 2008
| Konkurencja | Eliminacje                | Klas. końcowa |
| Konkurencja | Przeciwnik I              | Miejsce       |
| ----------- | ------------------------- | ------------- |
| 90 kg       | Andrej Kazusionak (BLR) P | 20.           |